# Los Filtros
Los Filtros är en ort i Mexiko.   Den ligger i kommunen Francisco I. Madero och delstaten Hidalgo, i den sydöstra delen av landet, 90 km norr om huvudstaden Mexico City. Los Filtros ligger 2 034 meter över havet och antalet invånare är 716.
Terrängen runt Los Filtros är huvudsakligen kuperad, men åt nordost är den platt. Runt Los Filtros är det ganska tätbefolkat, med 78 invånare per kvadratkilometer. Närmaste större samhälle är San Salvador, 10,7 km nordost om Los Filtros. Omgivningarna runt Los Filtros är i huvudsak ett öppet busklandskap.